# Желтолобый амазон
Желтолобый амазон, или суринамский амазон (лат. Amazona ochrocephala) — птица семейства попугаевых.

## Внешний вид
Длина тела до 37 см. Окраска оперения зелёная, более тёмного оттенка в верхней части туловища. Передняя часть темени и лоб имеют жёлтую окраску. Лопатка красная. На спине и шее частично имеются перья с тёмной каймой. На оперении есть красное зеркальце. Хвостовые перья зелёные, у основания они красные. Клюв чёрно-серый, у основания надклювья имеются красные пятна. Вокруг глаз имеется серая зона. Радужка оранжевая. В природных условиях встречается большое количество разных окрасок.

## Распространение
В природе птица населяет тропические леса близь южного бассейна реки Амазонки. Встречается также в Андах и на Карибских островах. Отдельные популяции обитают на северо-западе Панамы, в Южной Америке. 

## Образ жизни
Населяют тропические леса, мангровые заросли, пашни и обрабатываемые земли. Встречаются обычно парами, реже в стаях. Питаются плодами, грецкими орехами, зёрнами, ягодами.Желтолобый амазон прекрасно чувствует себя среди культурного ландшафта, часто селится около человеческого жилья, нанося урон сельскохозяйственным угодьям.

## Размножение в неволе
В неволе суринамские амазоны размножаются легче, чем остальные виды амазонов. Брачный период в Северной Америке начинается с февраля или марта по июнь—июль. В одной кладке бывает 3—4 яйца. Размер гнездового ящика должен соответствовать размерам: 30х30х60 см. Инкубационный период длится 24—26 дней. Птенцы оперяются в 10—12 недельном возрасте.
Во время размножения самцы становятся агрессивными к самкам. Обрезание перьев до периода размножения помогает самкам убегать от самцов и прятаться в укрытиях.

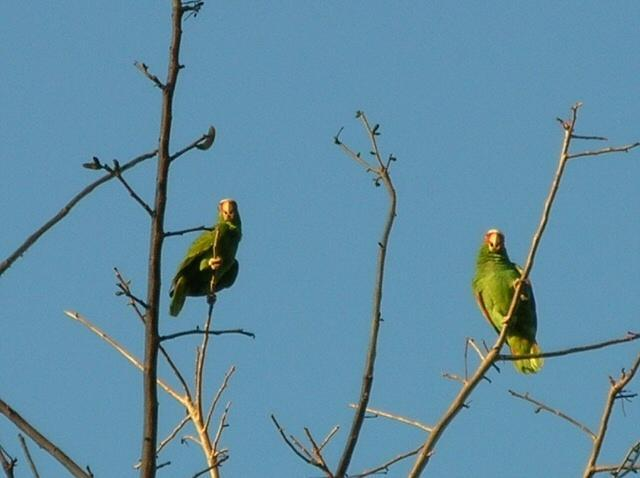
Суринамские амазоны

## Классификация
Вид включает в себя 4 подвида:
- Amazona ochrocephala panamensis (Cabanis, 1874) — западная Панама и северо-западная Колумбия;
- Amazona ochrocephala ochrocephala (Gmelin, 1788) — восточная Колумбия, Венесуэла, северная Бразилия, Гайана;
- Amazona ochrocephala xantholaema Berlepsch, 1913 — остров Маражо в дельте Амазонки (северная Бразилия);
- Amazona ochrocephala nattereri (Finsch, 1865) — южная Колумбия, восточное Перу, северная Боливия, западная Бразилия.